# Thorsminde
Thorsminde, tidigare Torsminde, är en dansk tätort i Holstebro kommun i Västjylland. Den ligger ungefär mitt på den landtunga, som skiljer Nissum Fjord och Nordsjön. Vid Thorsminde bröt utloppet från Nissum Fjord igenom vid en stormflod 1741. Orten hade 314 invånare 2022.
Efter stormfloden 1741 var fjordöppningen kvar till 1894, då den hade sandat igen. Ett försök att öppna upp den gjordes 1868–1870, men det misslyckades. År 1930 byggde den danska staten en kanal med en sluss, som reglerade vattenståndet i Nissum Fjord. I slussen ingick också en slusskammare för fartyg. Då byggdes också pirar ut i havet, varefter Thorsminde började utveckla sig som fiskehamn. År 1967 öppnade fiskehamnen Vesthavnen utanför slussen.
I Thorsminde finns sedan 1882 Redningsstation Thorsminde. Den gamla räddningsstation byggdes 1939 om till församlingskyrka.
Thorsmindes kyrka.
Nordsjöns kust utanför Thorsminde, en del av Jernkysten, har under århundraden varit ökänd för fartygsförlisningar. I Thorsminde ligger Strandingsmuseum St. George, som berättar om kustens historia av strandningar. Det har sitt namn efter det brittiska örlogsfartyget HMS St George, som 1811 gick under i en våldsam storm och vars vrak upptäcktes av sportdykare utanför Thorsminde 1971.

## Bildgalleri

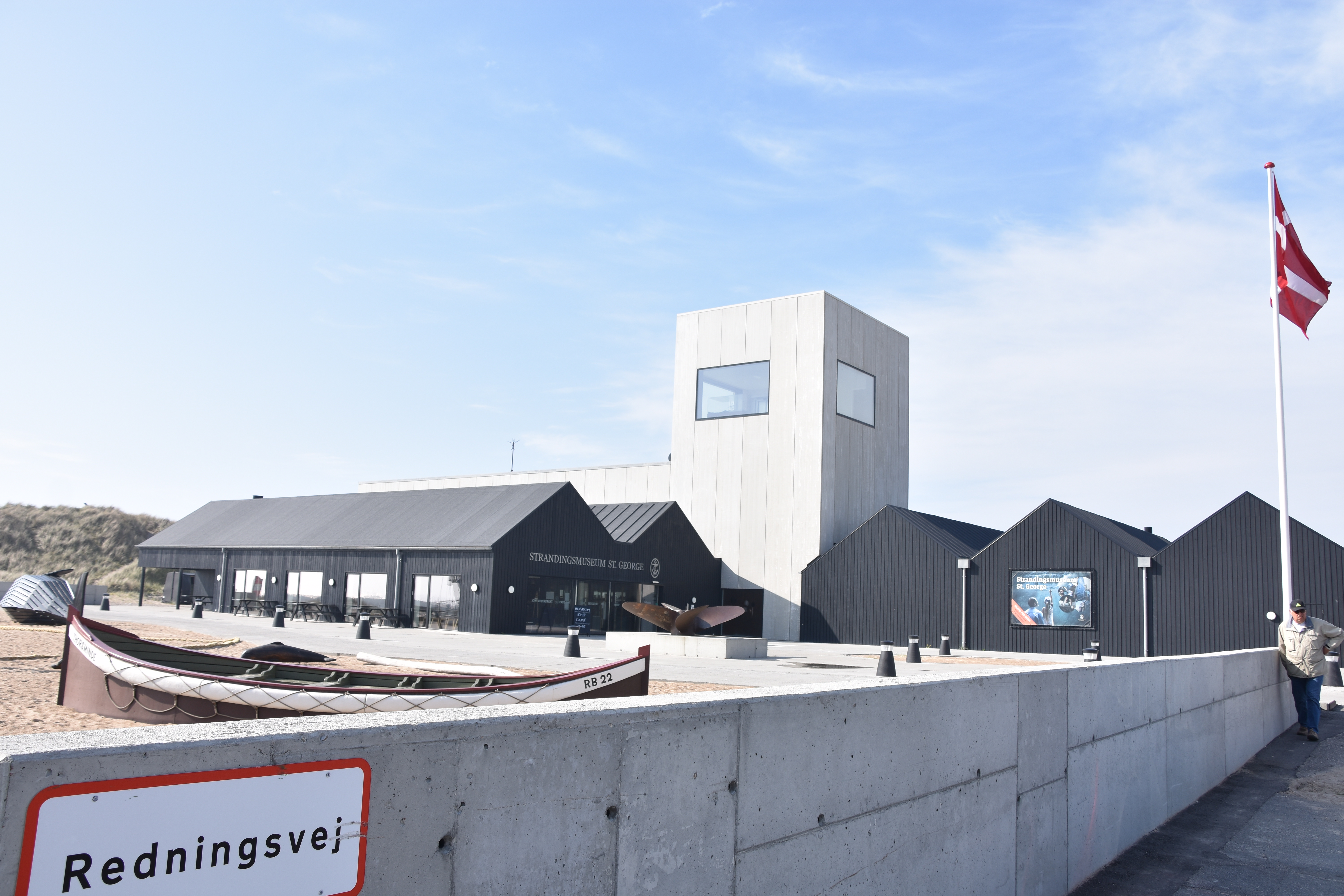
Strandingsmuseum St. George
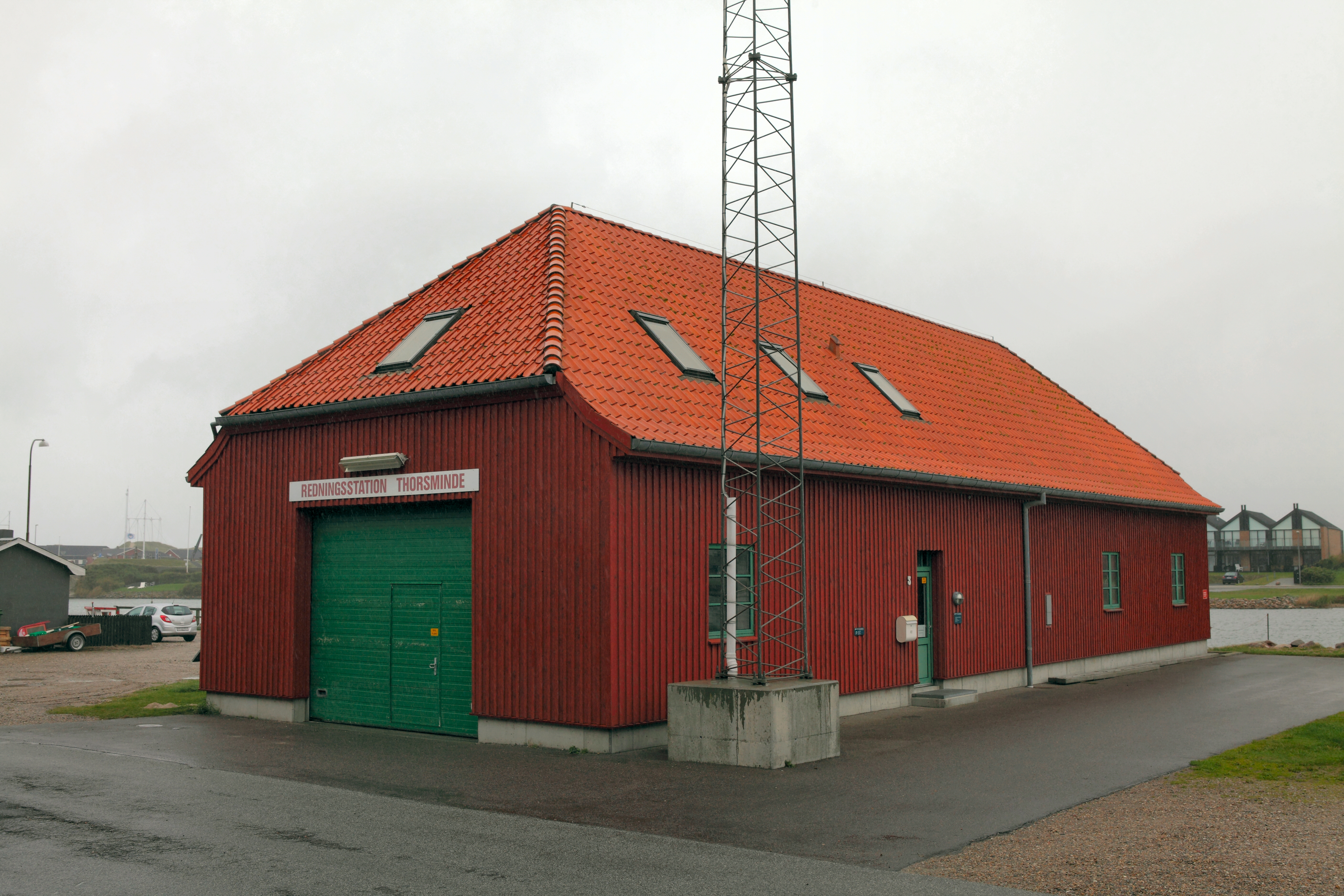
Redningsstation Thorsminde
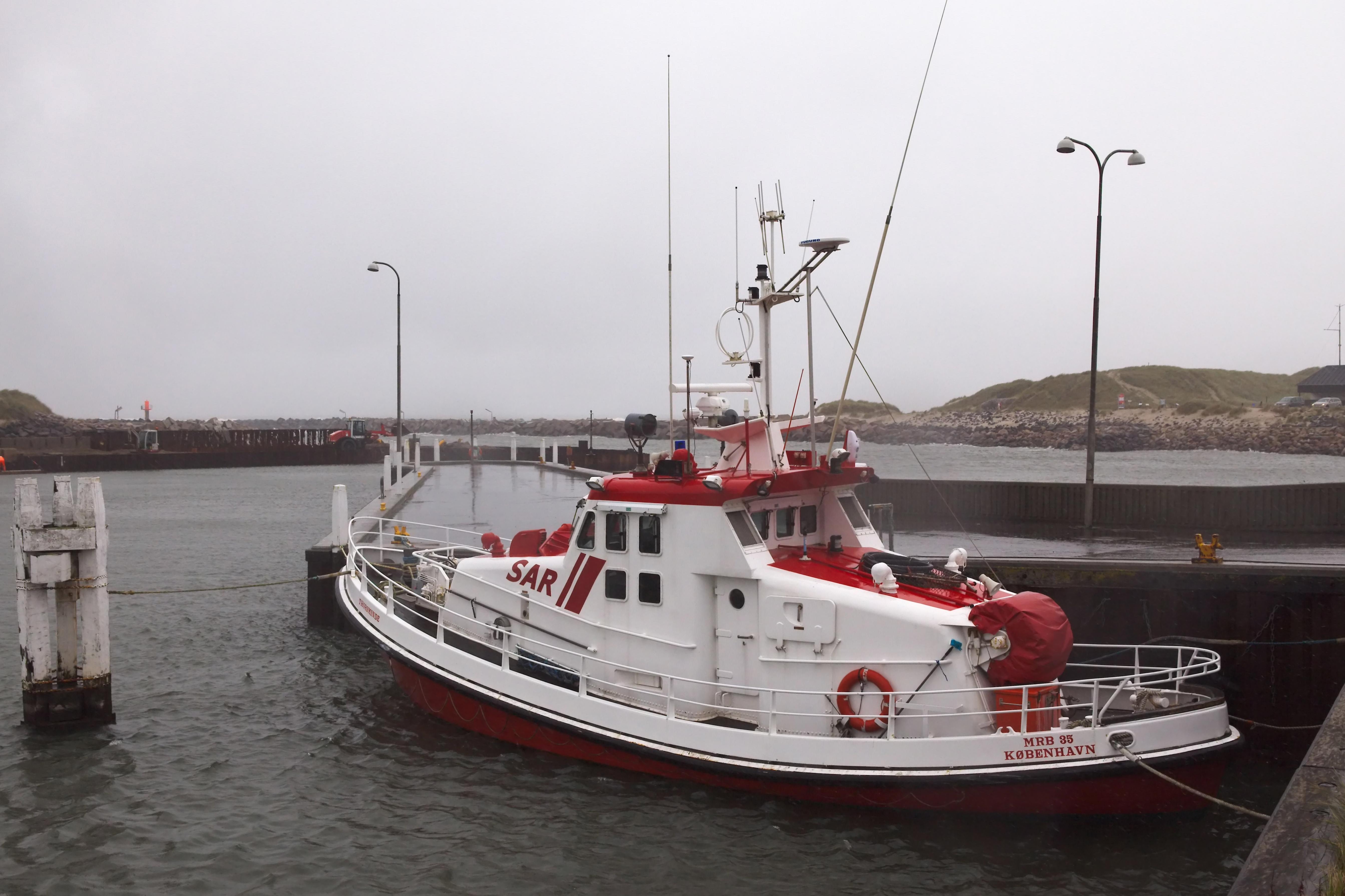
Räddningsfartyget MRB35 vid Redningsstation Thorsminde
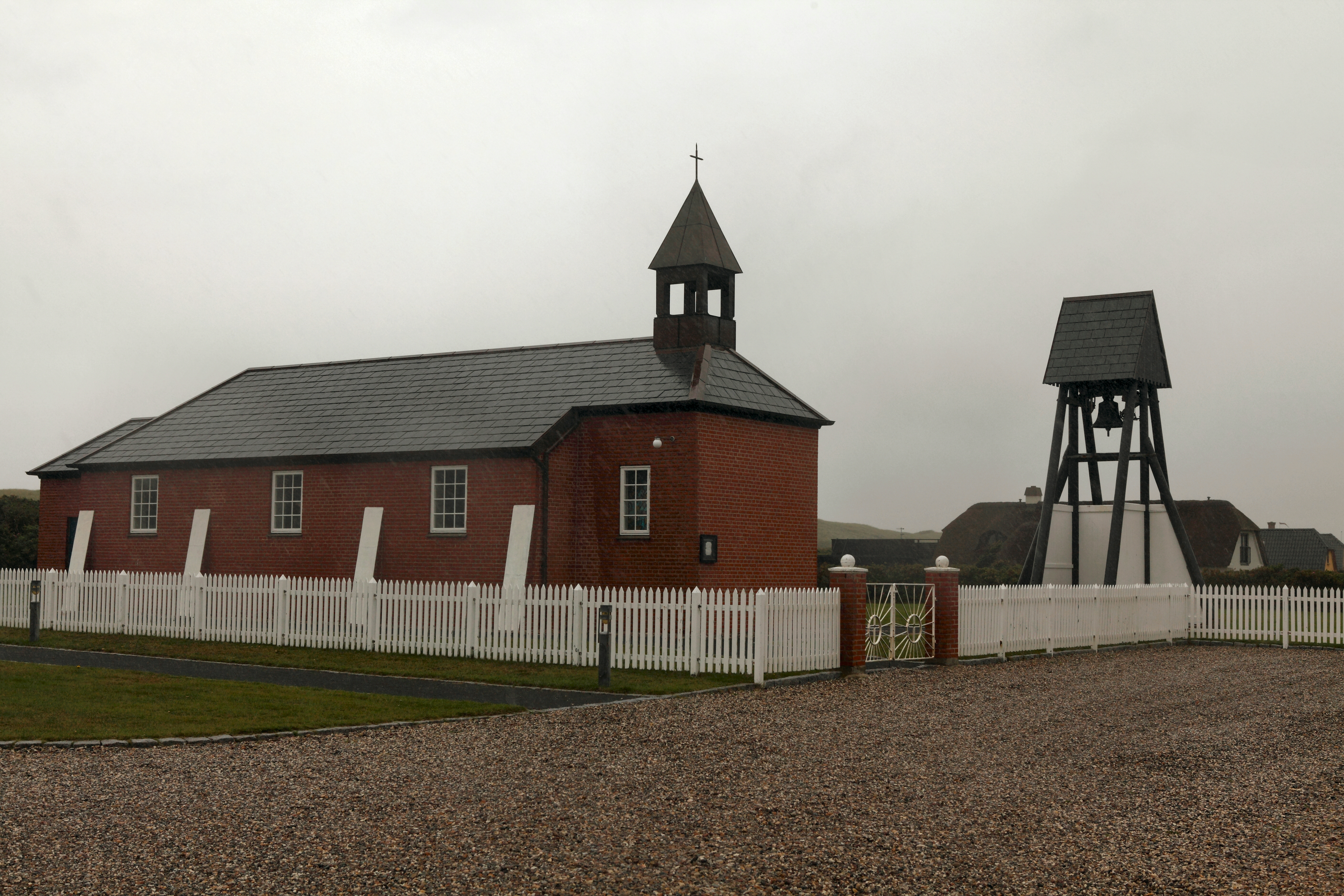
Thorsminde kyrka, en om- och tillbyggnad av Thormindes gamla räddningsstation
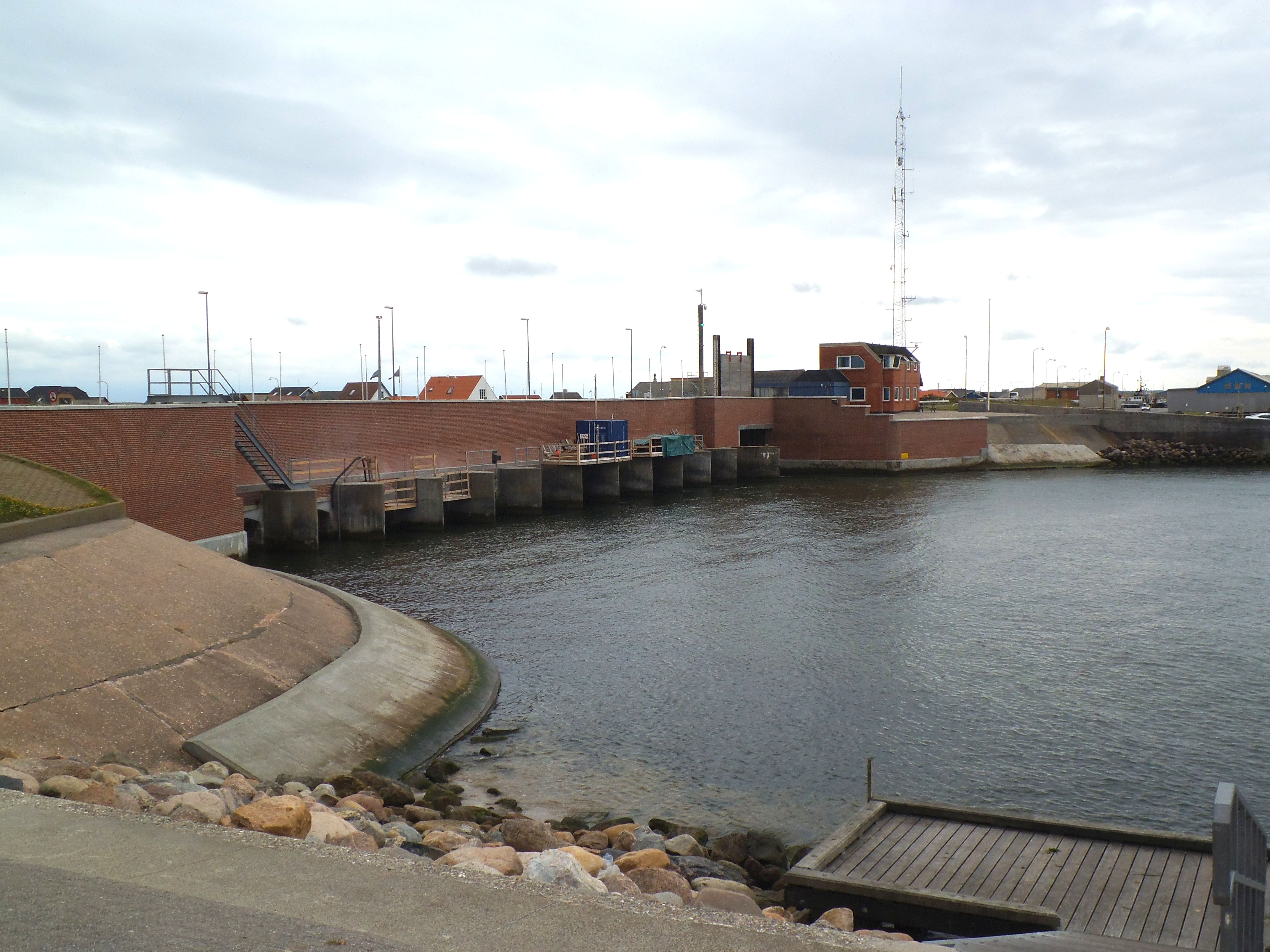
Slussen i Thorsminde
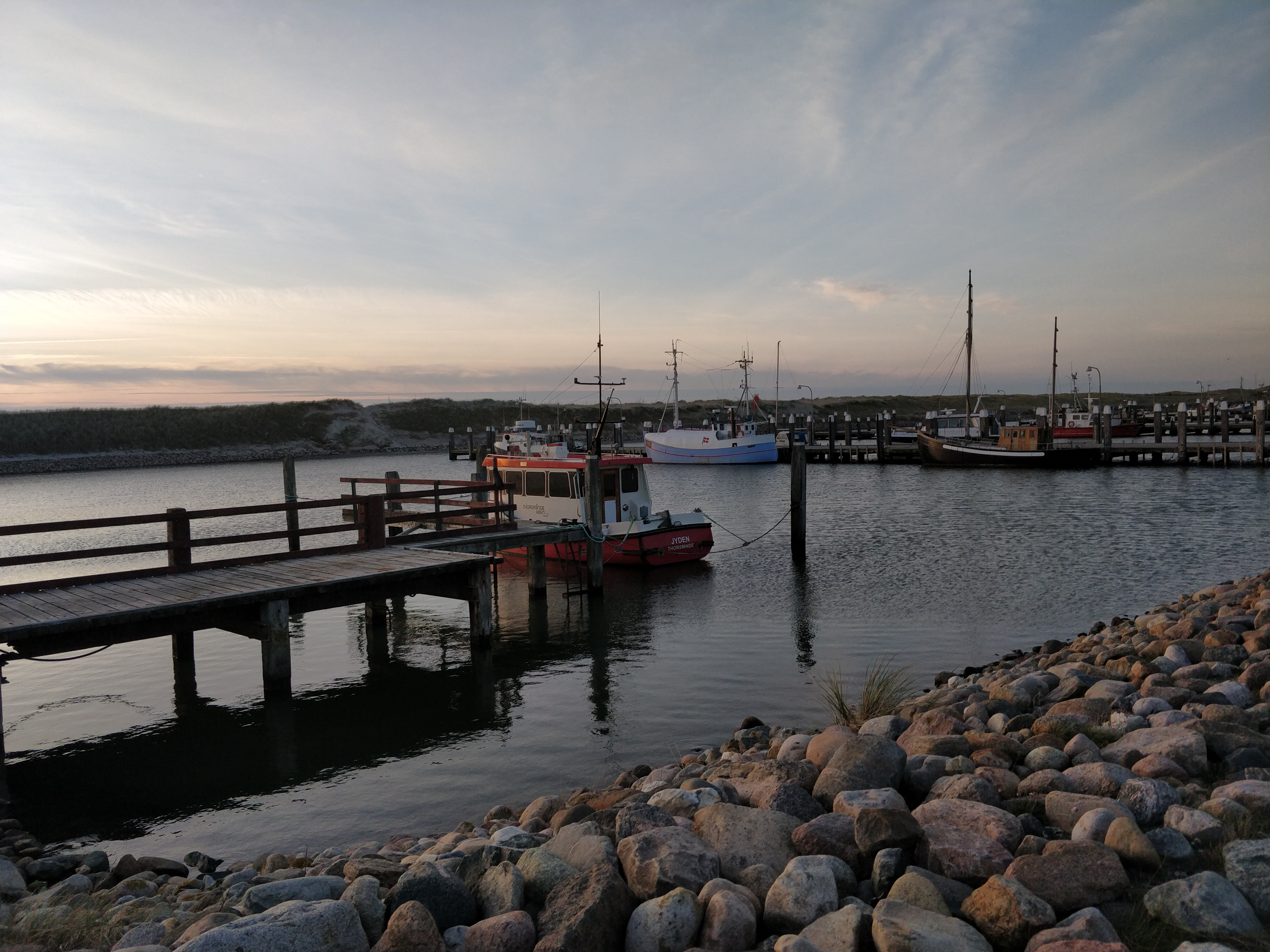
Vesterhavnen
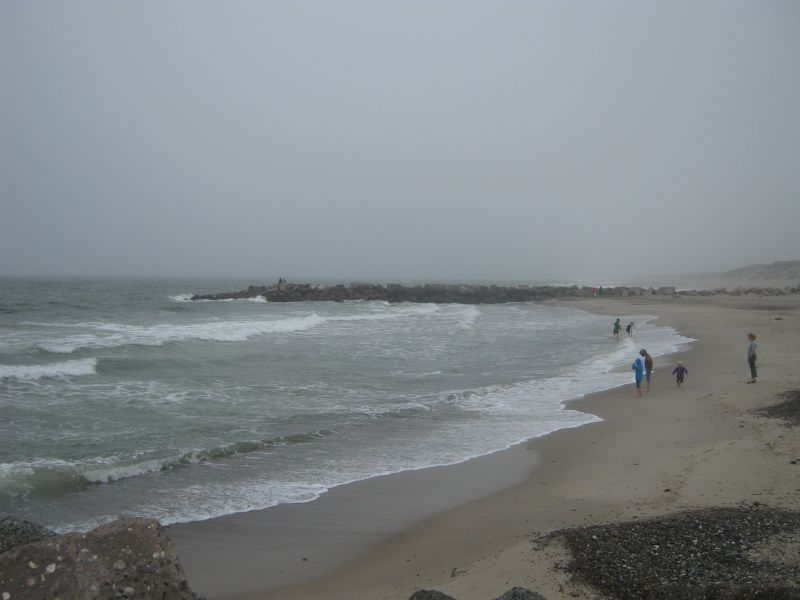
Thorsminde strand